# Miridiba kuraruana
Miridiba kuraruana är en skalbaggsart som beskrevs av Shuhei Nomura 1977. Miridiba kuraruana ingår i släktet Miridiba och familjen Melolonthidae. Inga underarter finns listade i Catalogue of Life.